# Panzergruppe
Panzergruppe war eine in der Wehrmacht übliche Bezeichnung für die Zusammenfassung vorwiegend gepanzerter bzw. motorisierter Großverbände unter einem Oberkommando, vergleichbar etwa mit den Armeeabteilungen. Die Bezeichnung wurde erstmals für die Gruppierungen jeweils mehrerer motorisierter Armeekorps während des Westfeldzugs verwendet. Die Panzergruppen wurden später sämtlich auf den Stand von Armeen gebracht und in Panzerarmeen umbenannt. Diese umfassten dann meist auch nichtmotorisierte Verbände.

## Gliederung
Panzergruppe 1 oder auch Panzergruppe Kleist: Am 5. März 1940 unter dem Kommando von Generaloberst Ewald von Kleist aus dem Generalkommando des XXII. Armeekorps gebildet. Vorläufer war die Panzergruppe Kleist aus dem Frankreichfeldzug. Am 5. Oktober 1941 in 1. Panzerarmee umbenannt.
Panzergruppe 2 oder auch Panzergruppe Guderian: Am 16. November 1940 unter dem Kommando von Generaloberst Heinz Guderian aus dem Generalkommando des XIX. Armeekorps gebildet. Vorläufer war die Panzergruppe Guderian aus dem Frankreichfeldzug. Am 5. Oktober 1941 in 2. Panzerarmee umbenannt.
Panzergruppe 3: Am 16. November 1940 aus dem Generalkommando des XV. Armeekorps gebildet. Oberbefehlshaber war bis zum 4. Oktober 1941 Generaloberst Hermann Hoth. Am 1. Januar 1942 in 3. Panzerarmee umbenannt.
Panzergruppe 4: Am 17. Februar 1941 aus dem Generalkommando des XVI. Armeekorps unter Generaloberst Erich Hoepner aufgestellt. Am 1. Januar 1942 in 4. Panzerarmee umbenannt.
Panzergruppe Afrika: Am 1. September 1941 in Libyen unter General der Panzertruppe Erwin Rommel aufgestellt. Am 30. Januar 1942 in Panzerarmee Afrika umbenannt.
Panzergruppe West: Am 24. Januar 1944 in Frankreich unter General der Panzertruppe Leo Geyr von Schweppenburg gebildet. Am 5. August 1944 in 5. Panzerarmee umbenannt.